# الحوازم الشماليين (لمعادنة)
الحوازم الشماليين هي إحدى مشيخات المملكة المغربية، تتبع جغرافيا لإقليم خريبكة وإداريًا للمعادنة. يقدر عدد سكانها بـ 1,167 نسمة حسب الإحصاء الرسمي للسكان والسكنى لسنة 2004.